# Alfredo de Sá Cardoso
Alfredo Ernesto de Sá Cardoso (* 6. Juni 1864 in Lissabon; † 24. April 1950 ebenda) war ein portugiesischer Militär und Politiker. In der Zeit der ersten Republik war er zweimal portugiesischer Ministerpräsident und einmal Außenminister Portugals.

## Leben
Sá Cardoso studierte am Colégio Militar und an der Heeresschule (Escola do Exército) und schlug die Laufbahn eines Berufsoffiziers ein. In jungen Jahren verbrachte er einen Teil seines Militärdienstes in Angola, damals eine portugiesische Kolonie.
Bereits während der portugiesischen Monarchie war er ein überzeugter Republikaner und Mitglied der Republikanischen Partei. Er war an den gescheiterten republikanischen Aufständen der Jahre 1890 (31. Januar in Porto – der erste Versuch, die Monarchie in Portugal zu stürzen) und 1908 (28. Januar in Lissabon) und an der Revolution vom 5. Oktober 1910 beteiligt, mit der die Monarchie in Portugal abgeschafft und die Republik eingeführt wurde. 1913 und 1914 diente er als Gouverneur von Funchal.
Am 28. Januar 1915 putschte Joaquim Pimenta de Castro gegen die Republik und wurde von Präsident de Arriaga zum Regierungschef ernannt. Er löste das Parlament auf und regierte das Land als Diktator („Diktatur der Schwerter“ – ditatura das espadas). Die Demokratische Partei und eine Gruppe radikaldemokratischer Offiziere innerhalb der Armee leisteten Widerstand, zu dieser Gruppe gehörte auch Sá Cardoso. Den Offizieren gelang es, Pimenta de Castro durch einen weiteren Putsch am 14. Mai 1915 wieder zu stürzen. Eine „Verfassungsjunta“ (junta constitucional), der auch Sá Cardoso angehörte, übernahm für drei Tage die Macht, bevor José de Castro zum neuen Ministerpräsidenten ernannt wurde.
Als Sidónio Pais am 8. Dezember 1917 gegen die Regierung putschte und das Parlament auflöste, widersetzte sich Sá Cardoso ihm und verbrachte dafür das Jahr 1918 im Gefängnis. Nachdem Pais am 14. Dezember 1918 bei einem Attentat ums Leben kam, brach die von ihm gegründete „Neue Republik“ (A República Nova) zusammen, so wurde auch Sá Cardoso wieder freigelassen und nahm an den Kämpfen gegen die Aufständischen unter Befehl von Hauptmann Paiva Couceiro teil, der in Porto erneut die Monarchie ausgerufen hatte.
Sá Cardoso wurde viermal zum Abgeordneten gewählt. Nach dem Ende der Diktatur von Sidónio Pais wurde er 29. Juni 1919 zum ersten Mal Ministerpräsident und übernahm gleichzeitig das Amt des Innen- und Außenministers. Am 15. Januar 1920 trat er zurück, Francisco José Fernandes Costa wurde zu seinem Nachfolger gewählt, aber noch am selben Tage gezwungen, ebenfalls zurückzutreten, eine bizarre Episode, die als „Regierung der fünf Minuten“ (Governo dos Cinco Mínutos) in die portugiesische Geschichte einging. Sá Cardoso blieb deshalb Ministerpräsident und gab sein Amt erst am 21. Januar desselben Jahres ab. 1922 wird er Präsident des portugiesischen Parlaments. Vom 18. Dezember 1923 bis zum 6. Juli 1924 trat er erneut in die Regierung ein, und zwar als Innenminister im Kabinett des Álvaro de Castro. Im selben Jahr wurde er zum General befördert.
Am 30. Mai 1926 wurde die Demokratie in Portugal durch einen Putsch beendet. Sá Cardoso blieb auch in den darauffolgenden Jahren der Salazar-Diktatur seinen republikanischen Überzeugungen treu und musste deshalb die Zeit zwischen 1927 und 1934 in innerer Verbannung auf den Kapverden und den Azoren verbringen. 1934 durfte er nach Portugal zurückkehren; er verstarb schließlich 1950 in Lissabon.
| Vorgänger                 | Amt | Nachfolger             |
| ------------------------- | --- | ---------------------- |
| Joaquim Pimenta de Castro | Premierminister von Portugal (Verfassungsjunta: zusammen mit: José Norton de Matos António Maria da Silva José de Freitas Ribeiro Álvaro de Castro) 1915 | José de Castro         |
| Domingos Leite Pereira    | Premierminister von Portugal 1919–1920 | Domingos Leite Pereira |